# George Genereux
George Patrick Genereux (* 1. März 1935 in Saskatoon, Saskatchewan; † 10. April 1989 ebenda) war ein kanadischer Sportschütze und Professor der Radiologie.

## Erfolge
George Genereux gewann bei den Olympischen Spielen 1952 in Helsinki, seiner einzigen Olympiateilnahme, in der Disziplin Trap die Goldmedaille. Mit 192 Punkten wurde er von den Schweden Knut Holmqvist und Hans Liljedahl im Alter von 17 Jahren Olympiasieger. Damit war er bis 2016 der jüngste kanadische Goldmedaillengewinner bei Olympischen Spielen und der einzige Olympiasieger der kanadischen Delegation bei den Spielen 1952. Bereits im Vorfeld der Spiele hatte er zudem bei den Weltmeisterschaften den zweiten Platz belegt. Genereux war für den Saskatoon Gun Club aktiv.
Für seinen Olympiasieg erhielt Genereux 1952 die Lou Marsh Trophy, ebenso erfolgte 1953 die Aufnahme in die Canadian Olympic Hall of Fame und 1955 in die Hall of Fame des kanadischen Sports. Noch während seiner aktiven Zeit als Sportschütze absolvierte er ein Bachelorstudium an der University of Saskatchewan. 1960 schloss er ein Medizinstudium an der McGill University ab und spezialisierte sich im Fachbereich Radiologie, in dem er am Royal University Hospital in seiner Geburtsstadt Saskatoon als Professor arbeitete.